# Baggerschip

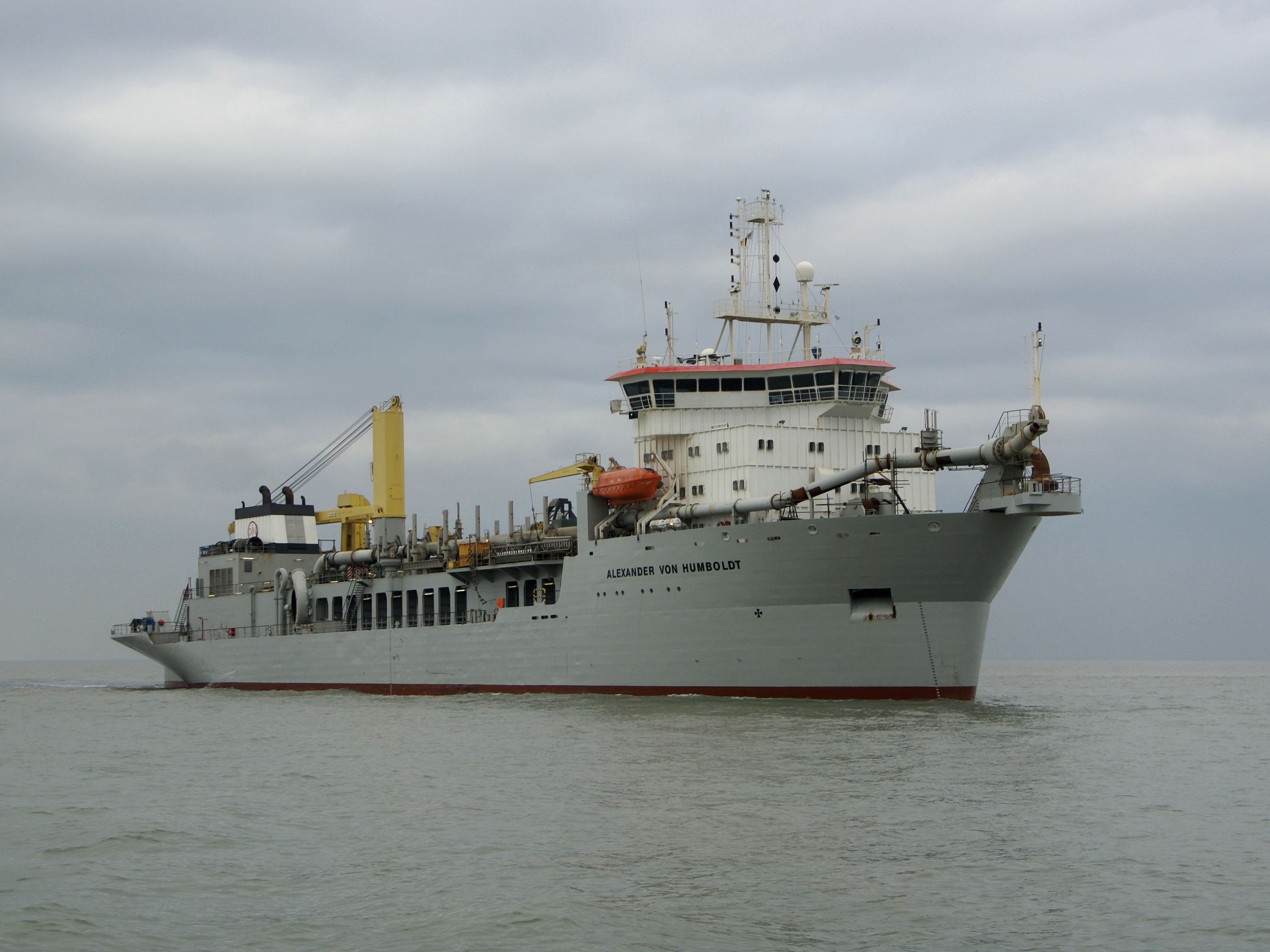
Sleephopperzuiger Alexander von Humboldt voor de Zeebrugse haven.

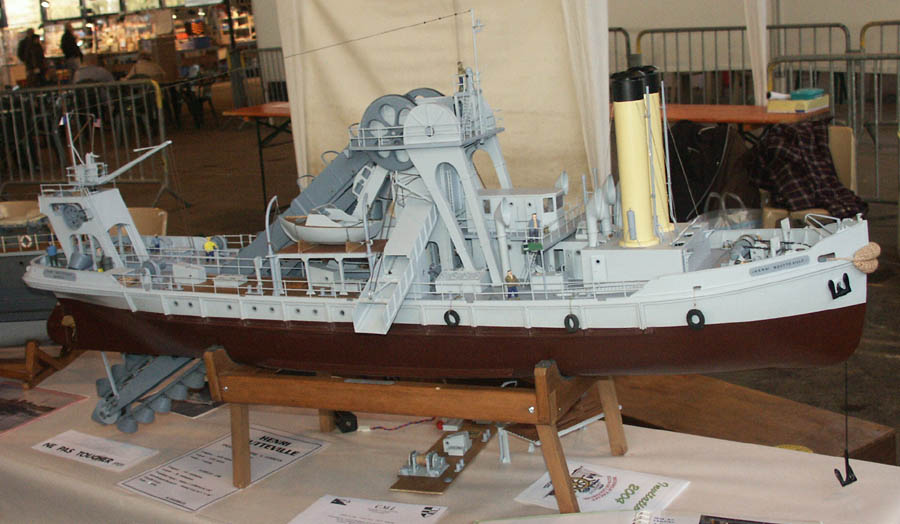
Maquette van een emmerbaggermolen

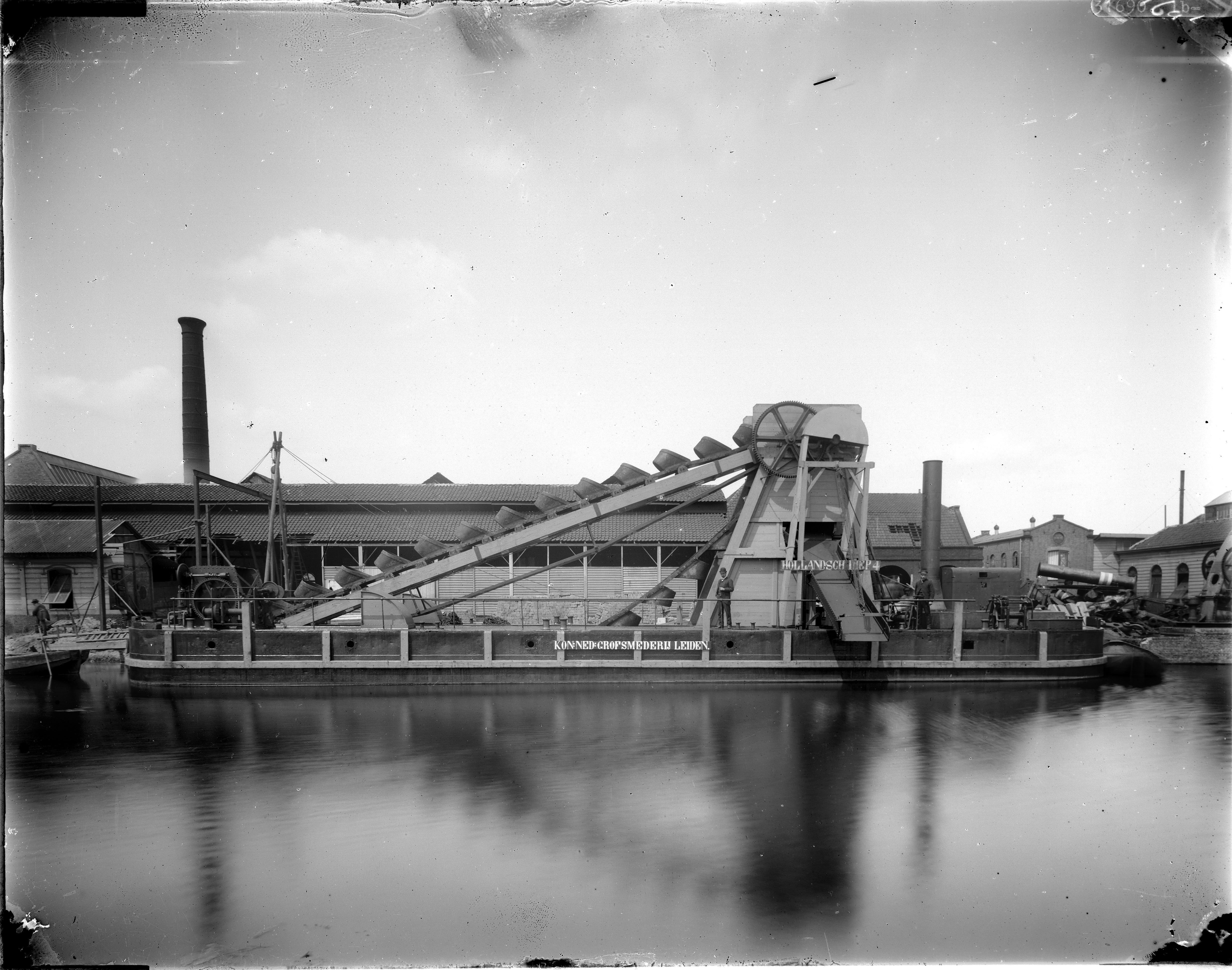
Baggervaartuig Hollandsch Diep 4 voor de wal van het fabrieksterrein van de Koninklijke Nederlandse Grofsmederij, Zuidsingel 66, Leiden

Een baggerschip is een schip dat speciaal ontworpen is om materiaal (zand, klei, rots) van de zee-, rivier- of meerbodem op te nemen en op een andere plaats te dumpen, ook wel baggeren genoemd.
De volgende typen baggerschepen worden gebruikt:
- Baggerschip met hydraulische arm (backhoedredgers)
- Bakkenzuiger
- Emmerbaggermolens (bucketdredgers)
- Graafwielzuiger
- Grijpkraanbaggerschepen (dragline)
- Sleephopperzuigers (trailing suction hopperdredgers)
- Snijkopzuigers (cuttersuctiondredgers)
- Stenenstorters (side stonedumpingvessel)
- Valpijpbaggerschepen
- Water injection dredger's (WID)
- Winzuiger

Daarnaast worden in de natte aannemerij de volgende "hulpschepen" gebruikt om het materiaal te "storten":
- Onderlossers
- Splijtbakken

Vaargeulen, rivieren en havens kunnen met deze schepen worden uitgediept, maar ze kunnen ook worden gebruikt om zand en klei op te baggeren en te gebruiken voor bijvoorbeeld landwinning. Het opgezogen of opgegraven materiaal kan in andere schepen worden overgeladen, het kan in de "hopper" van het schip zelf worden opgeslagen of het kan, gemengd met water, via kilometerslange pijpleidingen naar andere plaatsen gebracht en daar opgespoten worden. Het eiland waarop het vliegveld Chek Lap Kok van Hongkong is gebouwd, is op deze manier aangelegd.
De oudste en bekendste baggermolens zijn de klassieke emmerbaggermolenschepen waarbij emmers door middel van een ketting de bodem uitbaggeren. De emmers hebben meestal een inhoud van 200 tot 1000 liter.
Verder is er de sleephopperzuiger, waarbij één of twee zuigpijpen over de bodem worden gesleept en waarbij een centrifugaalpomp het water-zand-klei-mengsel opzuigt en vervolgens meestal in de hopper stort (het water loopt er dan uit) Het zand of de klei kan uit de hopper worden gestort via deuren of schuiven in de bodem, of door een leiding overboord worden geperst (na vermenging met water).
Ook zijn er de zogenoemde snijkopzuigers. Deze zijn zelfvarend of niet-zelfvarend. Met een snijkop (cutter) wordt harde klei en zelfs rotsachtige zeebodem gesneden en vervolgens met pompen en een baggerleiding afgevoerd.
Bij valpijpbaggerschepen wordt een zuigpijp recht naar beneden onder het schip nauwkeurig gepositioneerd. Het tegenovergestelde gebeurt bij het ponton Jan Cornelis in de Kaliwaal. Daar wordt de bagger juist gestort met een valpijp.
Ten slotte zijn er nog de grijperkraanbaggerschepen, meestal voor steenblokken of grindwinning gebruikt en voor onderhoudsbaggerwerken.